# 김병춘
김병춘(1966년 6월 13일 ~ )은 대한민국의 남자 배우다.

## 학력
- 서울예술전문대학 연극학과 전문학사

## 생애
- 1978년 북아메리카 미국으로 이민 하고 이주하고 미국 로스엔젤레스 연극배우 첫데뷔 하였다.
- 1982년 영화 《내일은 야구왕》의 단역으로 영화배우 첫 데뷔하였고 이후 KBS 드라마와 MBC 드라마에서 단역 출연하다가 1988년 연극배우 데뷔하였으며 1990년 뮤지컬 배우 데뷔하였다.

- 배우 엄효섭과는 서울예전 연극학과 동기이다.

- 연극배우 활약 초중반 시절이던 1990년대 중반에 연극 활동을 같이 한 배우로는 윤다훈, 김동석, 정은표, 엄효섭, 성동일, 조승연 등이 있다.

## 영화
- 1982년 《내일은 야구왕》
- 1994년 《우리 시대의 사랑》 ... 임덕제 역
- 1999년 《해피엔드》 ... 배불뚝 형사 역
- 2001년 《인디안 썸머》 ... 열쇠 수리공 역
- 2002년 《도둑맞곤 못살아》 ... 개장수 역
- 2003년 《이중간첩》 ... 중정 취조원 역
- 2003년 《바람난 가족》 ... 장윤주 역
- 2004년 《말죽거리 잔혹사》 ... 교련 선생님 최병삼 역
- 2004년 《바람의 전설》 ... 박 노인 역
- 2006년 《비열한 거리》 ... 우 형사 역
- 2006년 《조폭 마누라 3》 ... 양 사장 역
- 2005년 《천군》 ... 이희철 역
- 2007년 《어깨너머의 연인》 ... 김용호 역
- 2007년 《마을금고 연쇄습격사건》 ... 이 반장 역
- 2007년 《극락도 살인사건》 ... 용봉거사 역
- 2008년 《방울토마토》 ... 갑수 역
- 2008년 《아내가 결혼했다》 ... 부장 역
- 2009년 《핸드폰》 ... 사진작가 역
- 2009년 《물 좀 주소》 ... 권종기 역
- 2009년 《삼거리 무스탕 소년의 최후》 ... 기태 역
- 2009년 《감자 심포니》 ... 이노끼 역
- 2010년 《돌이킬 수 없는》 ... 버스기사 역
- 2011년 《달빛 길어올리기》 ... 천장인 역
- 2012년 《킬링타임》 ... 큰형 역
- 2015년 《고양이 장례식》 ... 동훈 아버지 역
- 2015년 《화장》 ... 조 부장 역
- 2015년 《미쓰 와이프》 ... 교장 역
- 2015년 《란제리 살인사건》 ... 이하연 역
- 2015년 《철남》
- 2018년 《그것만이 내 세상》 ... 경비원 역
- 2019년 《비스트》 ... 성 과장 역
- 2020년 《소리꾼》 ... 막동 역
- 2020년 《스웨그》 ... 소속사 대표 역
- 2021년 《갈매기》 ... 기택 역
- 2021년 《강릉》 ... 경찰서장 역
- 2025년 《초혼, 다시 부르는 노래》 ... 경찰서장 역 (특별출연)

## 드라마
- 2005년 SBS 《패션 70's》 ... 방육성 역
- 2005년 MBC 《신돈》 ... 김원명 역
- 2007년 MBC 《히트》 ... 히마와리 조직의 보스 역
- 2007년 KBS2 《착한여자 백일홍》 ... 배 대표 역
- 2007년 KBS2 《못말리는 결혼》 ... 이영철 역
- 2010년 MBC 《글로리아》 ... 이윤배 역
- 2011년 MBC 《짝패》 ... 종사관 역
- 2011년 SBS 《시티헌터》 ... 정우현 역
- 2011년 JTBC 《발효가족》 ... 한평만 역
- 2011년 KBS1 《당신뿐이야》 ... 송치봉 역
- 2012년 MBC 《닥터 진》 ... 김병옥 역
- 2012년 KBS2 《해운대 연인들》
- 2012년 tvN 《제3병원》 ... 최현욱의 동생 역
- 2012년 KBS2 《전우치》 ... 이채팔 역
- 2013년 SBS 《사건번호 113》 ... 최 반장 역
- 2013년 tvN 《후아유》 ... 왕 사장 역
- 2013년 SBS 《대풍수》 ... 공양왕 역
- 2013년 tvN 《응답하라 1994》 ... 성동일의 친구 정만호 역
- 2013년 JTBC 《가시꽃》 ... 강주철 역
- 2013년~2014년 SBS 《별에서 온 그대》 ... S&C그룹 부장 역
- 2014년 tvN 《꽃할배 수사대》 ... 준혁 父 역
- 2014년 MBC 《소원을 말해봐》 ... 지상근 역
- 2014년 tvN 《마이 시크릿 호텔》 ... 황동배 역
- 2014년 OCN 《나쁜 녀석들》 ... 연쇄 살인마 역
- 2015년 MBC 《앵그리맘》 ... 오달봉 역
- 2015년 MBC 《여왕의 꽃》 ... 최민수 역
- 2015년 KBS2 《복면검사》 ... 박동표 역
- 2015년 tvN 《신분을 숨겨라》 ... 마상욱 역
- 2015년 tvN 《두번째 스무살》 ... 성교수 역
- 2015년 MBC 《달콤살벌 패밀리》 ... 조동춘 역
- 2016년 네이버 TV캐스트 《치안전문주식회사 저스티스》 ... 오택 역
- 2016년 SBS 《리멤버 - 아들의 전쟁》 ... 양현수 사장 역
- 2016년 tvN 《피리부는 사나이》 ... 공장관리소장 역
- 2016년 SBS 《대박》 ... 골사 역
- 2016년 SBS 《딴따라》
- 2016년 tvN 《디어 마이 프렌즈》
- 2016년 OCN 《38사기동대》 ... 강노승 역
- 2016년 MBC 《캐리어를 끄는 여자》 ... 황사무장 역
- 2017년 MBC 《미씽나인》 ... 박선생 역
- 2017년 MBC 《역적 : 백성을 훔친 도적》 ... 수노 만석 역
- 2017년 MBC 《자체발광 오피스》 ... 허구동 역
- 2017년 MBC 《별별 며느리》 ... 최수찬 역
- 2017년 MBC 《파수꾼》 ... 서보미의 아버지 역
- 2017년 MBC 《왕은 사랑한다》 ... 최세연 역
- 2017년 tvN 《명불허전》 ... 권지 역
- 2017년 SBS 《이판사판》 ... 법원장 역
- 2017년 JTBC 《언터처블》 ... 최명준 역
- 2017년 MBC 《돈꽃》
- 2017년 OCN 《나쁜 녀석들 : 악의 도시》 ... 연쇄 살인마 역
- 2018년 tvN 《크로스》 ... 박도겸 역
- 2018년 MBC 《배드파파》 ... 박민식 역
- 2019년 MBC 《더 뱅커》 ... 한민구 역
- 2019년 SBS 《초면에 사랑합니다》 ... 구석찬 역
- 2020년 tvN 《방법》 ... 장원석 역
- 2020년 JTBC 《우리, 사랑했을까》 ... 왕 대표 역
- 2020년 SBS 《불새 2020》... 박광철 역
- 2020년 tvN  《여신강림》... 새봄고 교감 역
- 2021년 JTBC 《시지프스 : the myth》... 중국집 사장 역
- 2021년 KBS2 《안녕? 나야!》... 반기태 역
- 2021년 KBS2 《빨강구두》... 홍 집사 역
- 2021년~2022년 MBC 《옷소매 붉은 끝동》... 부교리 역
- 2021년~2022년 JTBC 《한 사람만》... 닥터 조 역
- 2022년 ENA 《사장님을 잠금해제》... 곽삼수 역
- 2023년 MBC 《꼭두의 계절》 ... 배정국 역
- 2024년 SBS 《재벌X형사》... 황성구 역
- 2024년 KBS2 《함부로 대해줘》... 김칠복 역
- 2024년 SBS 《굿파트너》... 강상주 역
- 2024년 tvN 《정년이》… 이용근 역
- 2024년 KBS2 《개소리》... 박호철 역

## 연극
- 《햄릿》 ... 클로디어스 대왕 역(주연)

## 뮤지컬
- 《라이온 킹》 ... 스카 역(주연)

## 수상
- 2017년 대한민국문화연예대상 드라마부문 최우수조연상